# Geraldo de Souza Rodrigues
Geraldo de Souza Rodrigues (ur. 24 października 1963 w Porto Firme, zm. 13 kwietnia 2025 w Belo Horizonte) – brazylijski duchowny katolicki, biskup Januária w latach 2024–2025.

## Życiorys
20 maja 1988 otrzymał święcenia kapłańskie i został inkardynowany do archidiecezji Mariana. Pracował jako duszpasterz parafialny, jednocześnie pełniąc funkcje m.in. archidiecezjalnego koordynatora katechizacji, dziekana oraz wikariusza biskupiego.
25 października 2023 papież Franciszek mianował go biskupem diecezji Januária. 
27 stycznia 2024 otrzymał święcenia biskupie w Kościele Niepokalanego Poczęcia Najświętszej Maryi Panny w Porto Firme, głównym konsekratorem był arcybiskup Airton José dos Santos.  
Zmarł 13 kwietnia 2025 w Belo Horizonte. Przyczyną śmierci był rak nerki.  